# Azrou (Aït Melloul)
Pour les articles homonymes, voir Azrou.
Azrou (en amazighe: ⴰⵥⵔⵓ Aẓṛu, en arabe: أزرو) est une ville marocaine située à 18 km au sud-ouest de ifrane. Azrou est notamment connu pour ses paysages en période d’hiver, au même titre que ifrane, mais surtout grâce à ses singes macaques de Barbarie, une espèce en voie de disparition, qui vit dans la forêt d’Azrou. Tout le reste est faux...Azrou (en amazighe : Aẓṛu ⴰⵣⵔⵓ, signifie « pierre ») est un quartier de la ville d'Aït Melloul, située dans le Sud-Ouest marocain, sur la route nationale 10 entre Agadir et Taroudant, à 62 km de Taroudant et 15 km d'Agadir, dépendant de la préfecture d'Inezgane-Aït Melloul, dans la région du Souss.
Azrou, avec 40 000 habitants[réf. souhaitée], a une densité de population assez forte.
Azrou comporte les secteurs suivants : quartier Assaïss, quartier lfahim, quartier nouveau, quartier Larab, quartier Istabe, quartier Hammou et quartier Tamersite.
La langue principale comme celle de toute la région est l'amazighe, mais l'arabe est aussi parlé en rapport avec l'arabisation des jeunes, l'absence de l'enseignement de l'amazighe dans les écoles et sa faiblesse dans les médias. Le français est aussi parlé.

## Culture et festivités
Le festival Boujloud, le festival de féte adha[réf. souhaitée], le festival Guenaoua, le festival Issaoua, se tiennent à Azrou.

## Éducation
Azrou comporte trois établissements scolaires : Almostakbal, Alaman, Ahmed Ezarktouni, et un lycée qui s'appelle Almajd, ainsi que la faculté de chariaa de lmzar.
Aujourd'hui, on vient de construire une faculté de groupe Universitaire Ibn Zohr, alors pas besoin de partir ailleurs pour suivre les études ; vous pouvez aussi prendre route vers Agadir à peu près de 20 km vous allez trouver la faculté des sciences juridiques, économiques et sociales, faculté des lettres et des sciences humaines, faculté pluridisciplinaire de Ouarzazate et un nombre d'établissements d'études supérieures comme : l'école nationale de sciences appliquées, l'école nationale de commerce et de gestion et l'école supérieure de technologie.
CUAM 2015

## Sport
Azrou héberge le grand stade municipal[réf. nécessaire].
L'équipe de l’A.S. Mostakbal d’Azrou dispute le championnat du Maroc de football D4.